# Vlag van Sonora

Vlag van Sonora (ratio 4:7)

De vlag van Sonora is de niet-officiële vlag van de Mexicaanse staat Sonora.

## Beschrijving
De vlag van Sonora toont het wapen van Sonora centraal op een witte achtergrond, waarbij de hoogte-breedteverhouding van de vlag net als die van de Mexicaanse vlag 4:7 is.
Net als de meeste andere staten van Mexico heeft Sonora geen officiële vlag, maar wordt de hier afgebeelde vlag op niet-officiële wijze gebruikt.

## Geschiedenis

Vlag van Walkers Republiek Sonora

Vlag van De Raoussets Republiek Sonora

Sonora is drie keer gedurende een zeer korte periode een onafhankelijke republiek geweest, gesticht door filibusters. In 1854 door William Walker, in 1853-1854 door Gaston de Raousset-Boulbon en in 1857 door Henry A. Crabb. Deze republieken werden alle drie verslagen door legers van Mexico of de Verenigde Staten.

### William Walkers vlag
De avonturier William Walker runde tussen januari en mei van het jaar 1854 de Republic of Lower California, later omgedoopt tot Republic of Sonora. Deze republiek bestond uit twee delen: Lower California (waar Neder-Californië voor geclaimd werd) en Sonora. Deze twee delen werden op de vlag gesymboliseerd door twee sterren. Het aantal punten van de sterren was waarschijnlijk zes, maar mogelijk vijf. Ook de precieze ontwerpdetails van de vlag zijn onzeker, maar de afbeelding hier rechts benadert waarschijnlijk de werkelijk gebruikte vlag.

### Gaston de Raousset-Boulbons vlag
De Franse edelman Gaston de Raousset-Boulbon stichtte in 1853 ook zijn eigen Sonora-republiek; het jaar erna werd deze opgerold. De vlag van zijn republiek was de Franse driekleur met daarop in gouden hoofdletters Indépendance de Sonore ("Onafhankelijkheid voor Sonora").

### Henry A. Crabbs vlag
Henry A. Crabb leidde een groep Amerikanen die een deel van Sonora opeisten. Zijn vlag bestond net als de vlag van de Verenigde Staten uit dertien rode en witte strepen en een blauw kanton. In het kanton stond een grote witte ster met daaromheen een cirkel van veertien kleinere sterren en daarboven het motto Westward ho!!.